# Бенский, Владимир Степанович
Владимир Степанович Бенский (1895—1968) — советский военный деятель, генерал-лейтенант (12 августа 1955).

## Биография
Родился 13 июня 1895 года в селе Куликовка Тамбовской губернии (по другим данным — Пензенской губернии) в семье священника,русский.
Окончил церковно-приходскую школу и Пензенскую духовную семинарию. Служил в Русской императорской армии, окончил 2-ю Иркутскую школу прапорщиков (1917 год).
После Октябрьской революции, с 1918 года — служил в РККА, участник Гражданской войны. Воевал с декабря 1918 по 1921 год на территории Пермской области и на Кавказе. Член ВКП(б)/КПСС. Окончил Высшие стрелковые курсы усовершенствования комсостава «Выстрел». В межвоенный период служил командиром батальона, начальником штаба полка, стрелковой дивизии и корпуса.
С 30 июня 1941 года временно исполнял обязанности начальника штаба тылового Приволжского военного округа, с 9 ноября 1942 года — начальник штаба этого же округа. Генерал-майор со 2 февраля 1942 года.
В Великой Отечественной войне В. С. Бенский принял участие с января 1943 года. 4 февраля 1943 года был назначен начальником штаба 40-й армии, а 23 апреля 1943 года — заместителем начальника штаба Воронежского фронта по ВПУ (вспомогательный пункт управления). С 13 июля 1943 года исполнял должность начальника штаба 69-й армии. С 15 января 1945 года и до конца войны был начальником Управления формирования и учета Генштаба.
После войны Владимир Степанович продолжил службу в армии на ответственных должностях в Министерстве обороны СССР. С 15 июля 1949 по 6 ноября 1956 года был начальником 6-го отделения Генерального штаба Войска Польского, с 1951 года — заместитель начальника Генерального штаба по организационно-мобилизационным вопросам. 12 августа 1955 года ему было присвоено звание генерал-лейтенанта.
Умер в 1968 году. Похоронен на Востряковском кладбище Москвы.

## Награды
- Был награждён орденом Ленина, двумя орденами Красного Знамени, орденом Отечественной войны І степени, медалями, а также польскими  наградами — орденами «Знамя Труда» (1956), Возрождения Польши (1954), «Крест Грюнвальда» (1946) и медалью «Вооружённые силы на службе Родине» (1954).